# Тарановский, Кирилл Фёдорович
Кирилл Фёдорович Тарановский (серб. Кирил Тарановски, англ. Kiril Taranovsky; 19 марта 1911, Юрьев — 18 января 1993, Арлингтон, Массачусетс) — югославский и американский филолог-славист русско-польского происхождения, один из наиболее известных стиховедов XX века. Труды по русской и славянской метрике, поэзии Мандельштама, семантике поэтического языка.

## Биография
Родился в 1911 году в семье профессора права Фёдора Васильевича Тарановского в Юрьеве. В 1920 году вместе с родителями эмигрировал в Югославию.
Окончил сербскую гимназию и два факультета Белградского университета: вначале юридический (1933), впоследствии филологический (1936). В конце 1930-х годов учился также в Карловом университете Праги, где большое влияние на него оказало тесное общение с членами Пражского лингвистического кружка и особенно с Р. О. Якобсоном. В молодости занимался литературным творчеством (стихи, переводы с русского и польского, литературная и театральная критика). С 1931 года изучал творчество Осипа Мандельштама. Учился в аспирантуре под руководством А. Белича. В июле 1941 года (уже после оккупации Югославии) защитил в Белграде докторскую диссертацию о русских двусложных размерах, ставшую, после её публикации в 1953 году, одной из самых известных работ по поэтике в XX веке. Преподавал в Белградском университете.
В 1958 году переехал в США, преподавал в Калифорнийском университете в Лос-Анджелесе (1959—1963) и в Гарвардском университете (1958—1959 и 1963—1981), вёл семинар по Мандельштаму.
С 1981 года в отставке. Умер 18 января 1993 года в Арлингтоне, штат Массачусетс.

## Работы по теории стиха
Тарановский — один из выдающихся представителей русского стиховедения. Его монография о русских двусложных размерах (на сербском языке) стала одним из классических трудов по теории стиха, подведя итоги циклу количественных исследований по русской метрике и ритмике, начатых Андреем Белым. Занимался также сравнительными исследованиями славянского стиха. На материале русского 5-стопного хорея один из первых дал строгое обоснование идеи о существовании связи между метром стихотворения и его содержанием (в настоящее время эта связь обычно описывается через понятие «семантического ореола» метра).

## Теория подтекста
В работах Тарановского о поэзии Мандельштама переосмысляется понятие «подтекста». В отличие от предыдущей традиции использования этого термина, Тарановский говорит о подтексте как об отсылке к предыдущему тексту, поддерживающему или раскрывающему поэтическую посылку последующего текста. С точки зрения Тарановского, для всего европейского искусства XX века (поэзии, живописи, музыки) характерен метод своеобразной «шифровки», одним из средств которой и является использование подтекстов как своеобразных ключей к художественному произведению, облегчающих понимание его смысла. Работы Тарановского в этой области заложили основы современных теорий интертекстуальности.

## Сочинения
- Кирил Тарановски. Руски дводелни ритмови. Београд, 1953.
- Kiril Taranovsky. Essays on Mandel'štam. Cambridge (MA): Harvard U. Press, 1976.
- Кирилл Тарановский. О поэзии и поэтике / Сост. М. Л. Гаспаров. М.: Языки русской культуры, 2000. — 432 с — ISBN 5-7859-0099-8
- Кирилл Тарановский. Русские двухсложные размеры. Статьи о стихе. Москва, «Языки славянской культуры», 2010. — 552 с. — ISBN 978-5-9551-0390-7